# 高文豸
高文豸（1477年—？），字廷直，遼東定遼中衛軍籍，山東黃縣人，明朝政治人物。

## 生平
弘治五年（1492年）壬子科山東鄉試第三十九名。正德六年（1511年）辛未科進士第三甲第四十名。同年官直隸無錫縣知縣。調長葛知縣。

## 家族
曾祖父高能；祖父高亮；父親高昇，成化进士。母趙氏。永感下。